# ゴールデンステート・ウォリアーズのチーム記録
ゴールデンステート・ウォリアーズチーム記録はNBAのゴールデンステート・ウォリアーズのチーム記録である。
現役選手の記録も取り上げる。各部門のランク中、太字の（現役）は現在このチームに在籍していることを表す。
- 各部門のランク内では2024-2025シーズンまでの記録を反映している。
- NBA史に残る記録としてウィルト・チェンバレンの100得点はウォリアーズ（フィラデルフィア時代）のものである。

## 通算得点
1. 25,386　ステフィン・カリー（現役）
2. 17,783　ウィルト・チェンバレン
3. 16,447　リック・バリー
4. 16,266　ポール・アリジン
5. 16,235　クリス・マリン
6. 15,531　クレイ・トンプソン（現役）
7. 13,191　ネイト・サーモンド
8. 12,547　ジェフ・マリンズ
9. 11,894　パービス・ショート
10. 10,023　ニール・ジョンストン

## 通算リバウンド
1. 12,771　ネイト・サーモンド
2. 10,768　ウィルト・チェンバレン
3. 6,440　ラリー・スミス
4. 6,416　クライド・リー
5. 6,129　ポール・アリジン
6. 6,087　ドレイモンド・グリーン（現役）
7. 5,856　ニール・ジョンストン
8. 4,819　ステフィン・カリー（現役）
9. 4,655　リック・バリー
10. 4,503　ジョー・グラボウスキー

## 通算アシスト
1. 6,540　ステフィン・カリー（現役）
2. 4,948　ドレイモンド・グリーン（現役）
3. 4,855　ガイ・ロジャース
4. 3,926　ティム・ハーダウェイ
5. 3,247　リック・バリー
6. 3,146　クリス・マリン
7. 2,913　ジェフ・マリンズ
8. 2,518　スリーピー・フロイド
9. 2,483　アル・アットルス
10. 2,070　ネイト・サーモンド

## 通算ブロック（73-74シーズンから）
1. 1,140　アドナル・フォイル
2. 888　ドレイモンド・グリーン（現役）
3. 836　ジョー・バリー・キャロル
4. 728　エリック・ダンピアー
5. 592　マヌート・ボル
6. 580　アンドリス・ビエドリンシュ
7. 549　ロバート・パリッシュ
8. 507　ジョージ・ジョンソン
9. 488　クリス・マリン
10. 465　クリフォード・レイ

## 通算スティール（73-74シーズンから）
1. 1,553　ステフィン・カリー（現役）
2. 1,360　クリス・マリン
3. 1,183　ドレイモンド・グリーン（現役）
4. 929　リック・バリー
5. 821　ティム・ハーダウェイ
6. 710　パービス・ショート
7. 696　ラトレル・スプリーウェル
8. 694　モンタ・エリス
9. 676　クレイ・トンプソン（現役）
10. 611　ソニー・パーカー

## 出場試合
1. 1,026　ステフィン・カリー（現役）
2. 881　ドレイモンド・グリーン（現役）
3. 807　クリス・マリン
4. 793　クレイ・トンプソン（現役）
5. 757　ネイト・サーモンド
6. 716　ジェフ・マリンズ
7. 713　ポール・アリジン
8. 711　アル・アットルス
9. 642　リック・バリー
10. 641　アドナル・フォイル

## 3ポイントシュート（NBAでは79-80より公式記録）成功
1. 4,058　ステフィン・カリー（現役）
2. 2,481　クレイ・トンプソン（現役）
3. 742　ドレイモンド・グリーン（現役）
4. 700　ジェイソン・リチャードソン
5. 602　ティム・ハーダウェイ
6. 596　ジョーダン・プール（現役）
7. 591　アンドリュー・ウィギンズ（現役）
8. 590　クリス・マリン
9. 551　ラトレル・スプリーウェル
10. 434　バロン・デイビス

## フリースロー成功
1. 5,010　ポール・アリジン
2. 4,032　ステフィン・カリー（現役）
3. 3,515　リック・バリー（下から投げるフリースロー）
4. 3,417　ニール・ジョンストン
5. 3,351　ウィルト・チェンバレン
6. 3,345　クリス・マリン
7. 3,133　ネイト・サーモンド
8. 2,355　ジョー・ファルクス
9. 2,181　ジェフ・マリンズ
10. 2,133　パービス・ショート

## 50得点以上
100得点
- ウィルト・チェンバレン（vs NYK / 1962年3月2日）

78得点
- ウィルト・チェンバレン（vs LAL / 1961年12月8日）

73得点
- ウィルト・チェンバレン（vs CHP / 1962年1月13日）
- ウィルト・チェンバレン（vs NYK / 1962年11月16日）

72得点
- ウィルト・チェンバレン（vs LAL / 1962年11月3日）

70得点
- ウィルト・チェンバレン（vs SYR / 1963年3月10日）

67得点
- ウィルト・チェンバレン（vs NYK / 1961年3月9日）
- ウィルト・チェンバレン（vs STL / 1962年2月17日）
- ウィルト・チェンバレン（vs NYK / 1962年2月25日）
- ウィルト・チェンバレン（vs LAL / 1963年1月11日）

65得点
- ウィルト・チェンバレン（vs CIN / 1962年2月13日）
- ウィルト・チェンバレン（vs STL / 1962年2月27日）

64得点
- リック・バリー（vs POR / 1974年3月26日）

63得点
- ジョー・ファルクス（vs INJ / 1949年2月10日）
- ウィルト・チェンバレン（vs LAL / 1962年12月14日）
- ウィルト・チェンバレン（vs PHI / 1964年11月26日）

62得点
- ウィルト・チェンバレン（vs BOS / 1962年1月14日）
- ウィルト・チェンバレン（vs STL / 1962年1月17日）
- ウィルト・チェンバレン（vs SYR / 1962年1月21日）
- ウィルト・チェンバレン（vs NYK / 1963年1月29日）
- ウィルト・チェンバレン（vs CIN / 1964年11月15日）
- ステフィン・カリー（vs POR / 2021年1月3日）

61得点
- ウィルト・チェンバレン（vs CHP / 1961年12月9日）
- ウィルト・チェンバレン（vs STL / 1962年2月22日）
- ウィルト・チェンバレン（vs CHP / 1962年2月28日）
- ウィルト・チェンバレン（vs CIN / 1962年11月21日）
- ウィルト・チェンバレン（vs SYR / 1962年12月11日）
- ウィルト・チェンバレン（vs STL / 1962年12月18日）

60得点
- ウィルト・チェンバレン（vs LAL / 1961年12月1日）
- ウィルト・チェンバレン（vs LAL / 1961年12月29日）
- クレイ・トンプソン（vs IND / 2016年12月5日）
- ステフィン・カリー（vs ATL / 2024年2月3日）

59得点
- ウィルト・チェンバレン（vs NYK / 1961年12月25日）
- ウィルト・チェンバレン（vs NYK / 1962年2月8日）
- ウィルト・チェンバレン（vs NYK / 1962年10月30日）
- ウィルト・チェンバレン（vs CIN / 1962年11月18日）
- ウィルト・チェンバレン（vs STL / 1962年12月2日）
- ウィルト・チェンバレン（vs LAL / 1963年12月6日）
- ウィルト・チェンバレン（vs PHI / 1964年1月28日）
- ウィルト・チェンバレン（vs DET / 1964年2月11日）
- パービス・ショート（vs NJN / 1984年11月17日）

58得点
- ウィルト・チェンバレン（vs DET / 1960年1月25日）（新人）（NBA新人記録）
- ウィルト・チェンバレン（vs NYK / 1960年2月21日）（新人）（NBA新人記録）
- ウィルト・チェンバレン（vs CIN / 1961年2月25日）
- ウィルト・チェンバレン（vs DET / 1961年11月4日）
- ウィルト・チェンバレン（vs DET / 1961年11月8日）
- ウィルト・チェンバレン（vs NYK / 1962年3月4日）
- ウィルト・チェンバレン（vs DET / 1963年1月24日）
- ウィルト・チェンバレン（vs NYK / 1964年12月15日）

57得点
- ウィルト・チェンバレン（vs LAL / 1961年10月20日）
- ウィルト・チェンバレン（vs CIN / 1961年12月19日）
- ウィルト・チェンバレン（vs CHZ / 1962年11月10日）
- リック・バリー（vs NYK / 1965年12月14日）（新人）
- リック・バリー（vs CIN / 1966年10月29日）
- パービス・ショート（vs SAS / 1984年1月7日）
- ステフィン・カリー（vs DAL / 2021年2月6日）

56得点
- ウィルト・チェンバレン（vs NYK / 1961年1月2日）
- ウィルト・チェンバレン（vs SYR / 1961年1月5日）
- ウィルト・チェンバレン（vs LAL / 1961年1月21日）
- ウィルト・チェンバレン（vs SYR / 1961年3月1日）
- ウィルト・チェンバレン（vs LAL / 1961年11月17日）
- ウィルト・チェンバレン（vs SYR / 1962年3月22日）（プレーオフ）
- ウィルト・チェンバレン（vs DET / 1962年10月23日）
- ウィルト・チェンバレン（vs CIN / 1963年2月7日）
- ウィルト・チェンバレン（vs LAL / 1963年2月16日）
- ウィルト・チェンバレン（vs BAL / 1964年12月1日）
- ステフィン・カリー（vs ORL / 2025年2月27日）

55得点
- ウィルト・チェンバレン（vs CIN / 1959年11月12日）（新人）
- ウィルト・チェンバレン（vs NYK / 1961年2月5日）
- ウィルト・チェンバレン（vs SYR / 1961年10月27日）
- ウィルト・チェンバレン（vs SYR / 1961年11月9日）
- ウィルト・チェンバレン（vs CHP / 1961年12月10日）
- ウィルト・チェンバレン（vs DET / 1961年12月20日）
- ウィルト・チェンバレン（vs STL / 1962年1月7日）
- ウィルト・チェンバレン（vs CHP / 1962年1月24日）
- ウィルト・チェンバレン（vs NYK / 1962年1月30日）
- ウィルト・チェンバレン（vs LAL / 1963年11月2日）
- ウィルト・チェンバレン（vs LAL / 1964年3月14日）
- リック・バリー（vs PHI / 1967年4月18日）（プレーオフ）
- リック・バリー（vs PHI / 1975年1月23日）
- リック・バリー（vs NYK / 1978年3月25日）

54得点
- ウィルト・チェンバレン（vs DET / 1961年12月12日）
- ウィルト・チェンバレン（vs CIN / 1962年1月18日）
- ウィルト・チェンバレン（vs CHZ / 1962年11月9日）
- ウィルト・チェンバレン（vs CIN / 1963年3月1日）
- ステフィン・カリー（vs NYK / 2013年2月27日）
- クレイ・トンプソン（vs ATL / 2023年1月2日）

53得点
- ウィルト・チェンバレン（vs BOS / 1960年2月23日）（新人）
- ウィルト・チェンバレン（vs SYR / 1960年3月14日）（プレーオフ・新人）
- ウィルト・チェンバレン（vs NYK / 1961年10月21日）
- ウィルト・チェンバレン（vs NYK / 1961年12月27日）
- ウィルト・チェンバレン（vs STL / 1962年1月5日）
- ウィルト・チェンバレン（vs DET / 1962年1月19日）
- ウィルト・チェンバレン（vs BOS / 1962年1月27日）
- ウィルト・チェンバレン（vs CIN / 1962年2月1日）
- ウィルト・チェンバレン（vs CIN / 1962年10月28日）
- ウィルト・チェンバレン（vs LAL / 1962年11月23日）
- ウィルト・チェンバレン（vs STL / 1962年11月29日）
- ウィルト・チェンバレン（vs DET / 1964年11月12日）
- ウィルト・チェンバレン（vs BAL / 1965年1月2日）
- ステフィン・カリー（vs NOP / 2015年10月31日）
- ステフィン・カリー（vs DEN / 2021年4月12日）

52得点
- ウィルト・チェンバレン（vs MNL / 1960年1月5日）（新人）
- ウィルト・チェンバレン（vs CIN / 1961年2月3日）
- ウィルト・チェンバレン（vs BOS / 1961年12月13日）
- ウィルト・チェンバレン（vs CIN / 1962年1月11日）
- ウィルト・チェンバレン（vs DET / 1962年12月21日）
- ウィルト・チェンバレン（vs CIN / 1964年2月17日）
- ウィルト・チェンバレン（vs DET / 1964年2月18日）
- ウィルト・チェンバレン（vs CIN / 1964年2月25日）
- ウィルト・チェンバレン（vs NYK / 1964年11月6日）
- リック・バリー（vs CHI / 1967年2月16日）
- ジョー・バリー・キャロル（vs UTA / 1983年3月5日）
- クレイ・トンプソン（vs SAC / 2015年1月23日）
- クレイ・トンプソン（vs CHI / 2018年10月29日）
- ディアンジェロ・ラッセル（vs MIN / 2019年11月8日）
- ステフィン・カリー（vs MEM / 2025年4月1日）

51得点
- ウィルト・チェンバレン（vs CHP / 1961年11月19日）
- ウィルト・チェンバレン（vs SYR / 1961年12月26日）
- ウィルト・チェンバレン（vs DET / 1962年12月7日）
- ウィルト・チェンバレン（vs DET / 1963年2月13日）
- ウィルト・チェンバレン（vs CHZ / 1963年3月6日）
- ウィルト・チェンバレン（vs DET / 1963年3月8日）
- リック・バリー（vs HOU / 1973年1月17日）
- リック・バリー（vs PHI / 1974年2月23日）
- フィル・スミス（vs PHX / 1976年1月8日）
- フィル・スミス（vs HOU / 1976年12月11日）
- リック・バリー（vs PHI / 1977年10月29日）
- スリーピー・フロイド（vs LAL / 1987年5月10日）（プレーオフ）
- アントワン・ジェイミン（vs SEA / 2000年12月3日）
- アントワン・ジェイミン（vs LAL / 2000年12月6日）
- ステフィン・カリー（vs DAL / 2015年2月4日）
- ステフィン・カリー（vs WAS / 2016年2月3日）
- ステフィン・カリー（vs ORL / 2016年2月25日）
- ステフィン・カリー（vs WAS / 2018年10月24日）

50得点
- ニール・ジョンストン（vs SYR / 1954年2月16日）
- ウィルト・チェンバレン（vs BOS / 1960年3月22日）（プレーオフ・新人）
- ウィルト・チェンバレン（vs CHP / 1961年12月16日）
- ウィルト・チェンバレン（vs BOS / 1962年1月28日）
- ウィルト・チェンバレン（vs SYR / 1962年2月4日）
- ウィルト・チェンバレン（vs DET / 1962年10月26日）
- ウィルト・チェンバレン（vs CHZ / 1963年1月5日）
- ウィルト・チェンバレン（vs BOS / 1963年1月30日）
- ウィルト・チェンバレン（vs LAL / 1964年1月10日）
- ウィルト・チェンバレン（vs STL / 1964年4月10日）（プレーオフ）
- ウィルト・チェンバレン（vs DET / 1964年11月22日）
- リック・バリー（vs STL / 1966年12月8日）
- リック・バリー（vs CIN / 1966年12月25日）
- リック・バリー（vs DET / 1967年1月14日）
- リック・バリー（vs BOS / 1967年2月14日）
- リック・バリー（vs LAL / 1973年12月8日）
- バーナード・キング（vs PHI / 1981年1月3日）
- ジャマール・クロフォード（vs CHA / 2008年12月20日）
- ステフィン・カリー（vs ATL / 2021年11月8日）
- ステフィン・カリー（vs Team DURANT / 2022年2月20日）（オールスター）
- ステフィン・カリー（vs PHX / 2022年11月16日）
- ステフィン・カリー（vs LAC / 2023年3月15日）
- ステフィン・カリー（vs SAC / 2023年4月30日）（プレーオフ）

1961-62シーズン、ウィルト・チェンバレンは7試合連続を含む45試合で50得点以上、1試合平均50.4得点を記録した。

## その他
- シーズン最多平均スタッツ
  - 得点：50.4　ウィルト・チェンバレン（1961-62シーズン）（NBA記録）
  - リバウンド：27.2　ウィルト・チェンバレン（1960-61シーズン）（NBA記録）
  - アシスト：10.7　ガイ・ロジャース（1965-66シーズン）
  - スティール：2.9　リック・バリー（1974-75シーズン）
  - ブロック：4.3　マヌート・ボル（1988-89シーズン）
- シーズン最多通算スタッツ
  - 得点：4,029　ウィルト・チェンバレン（1961-62シーズン）（NBA記録）
  - リバウンド：2,149　ウィルト・チェンバレン（1960-61シーズン）（NBA記録）
  - アシスト：848　スリーピー・フロイド（1986-87シーズン）
  - スティール：228　リック・バリー（1974-75シーズン）
  - ブロック：345　マヌート・ボル（1988-89シーズン）
- 新人最多平均スタッツ
  - 得点：37.6　ウィルト・チェンバレン（1959-60シーズン）（NBA記録）
  - リバウンド：27.0　ウィルト・チェンバレン（1959-60シーズン）（NBA記録）
  - アシスト：8.7　ティム・ハーダウェイ（1989-90シーズン）
- トリプル・ダブル達成回数（1979-80シーズンより公式記録）
  - 33回：ドレイモンド・グリーン
  - 20回：トム・ゴーラ
  - 17回：ガイ・ロジャース
  - 10回：ステフィン・カリー
- 12シーズン（1995年〜2006年）プレーオフ未出場という不名誉な記録を持っていたが2007年に13シーズンぶりにプレーオフに進出した。
- 2015-16シーズン、NBA記録を更新する73勝9敗の対戦成績を収めた。

## 主なアメリカ国籍以外の選手
- マヌート・ボル（スーダン）
- シャルーナス・マルチュリョニス（リトアニア）
- ミカエル・ピートラス（フランス）
- アンドリス・ビエドリンシュ（ラトビア）
- アンドリュー・ボーガット（オーストラリア）
- フェスタス・エジーリ（ナイジェリア）
- リアンドロ・バルボサ（ブラジル）
- ザザ・パチュリア（ジョージア）
- アンドリュー・ウィギンズ（カナダ）
- ジョナサン・クミンガ（コンゴ民主共和国）
- ネマニャ・ビエリツァ（セルビア）
- ギー・サントス（ブラジル）
- コーリー・ジョセフ（カナダ）
- ダリオ・サリッチ（クロアチア）
- ウスマン・ガルバ（スペイン）
- バディ・ヒールド（バハマ）